# Unterpräfektur
Als Unterpräfektur werden in verschiedenen Ländern Verwaltungseinheiten unterhalb der Präfektur-, Provinz- oder Gemeindeebene bezeichnet.

## Frankreich

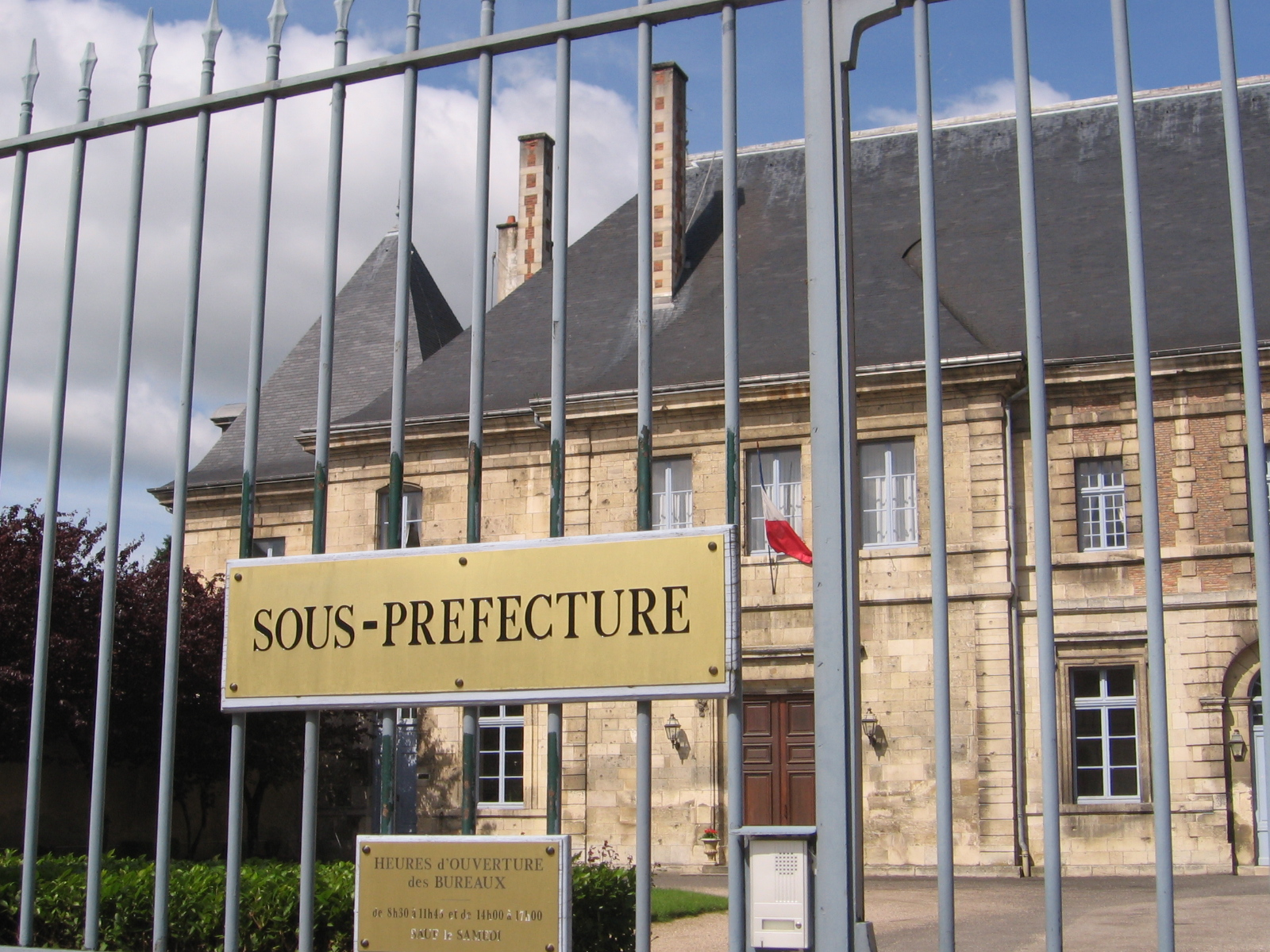
Sous-préfecture in Verdun

In Frankreich bezeichnet die Unterpräfektur (frz. sous-préfecture) eine Verwaltungsebene unterhalb des Départements und der Region.
Der Standort der Unterpräfektur ist die Hauptstadt (frz. chef-lieu) eines Arrondissements; der oberste Verwaltungsbeamte eines Arrondissements ist der Unterpräfekt (frz. sous-préfet).
In den Hauptstädten der Départements gibt es keine Unterpräfekturen, hier sind auch die Präfekturen zuständig.

## Brasilien
In Brasilien bezeichnet die Unterpräfektur (port. subprefeitura) eine untergeordnete Verwaltungseinheit einiger großer Gemeinden, darunter São Paulo und Rio de Janeiro. Der Unterpräfekt (port. subprefeito) wird in der Regel vom prefeito, dem Bürgermeister, ernannt.

## Japan
In Japan ist die Unterpräfektur (jap. 支庁, shichō, wörtlich: „Zweigamt, -behörde“) eine untergeordnete Verwaltungseinheit einiger Präfekturen. Hokkaidō und Yamagata sind vollständig in Unterpräfekturen unterteilt, in anderen Präfekturen sind nur einzelne Gebiete, vor allem Inseln und entlegene Bergregionen, als Unterpräfekturen organisiert.
Unterpräfekturen in Japan:
| - Präfektur Hokkaidō (bis 1. April 2010 shichō, seitdem (sōgō) shinkō kyoku): - Unterpräfektur Hidaka - Unterpräfektur Hiyama - Unterpräfektur Iburi - Unterpräfektur Ishikari - Unterpräfektur Kamikawa - Unterpräfektur Kushiro - Unterpräfektur Nemuro - Unterpräfektur Okhotsk - Unterpräfektur Oshima - Unterpräfektur Rumoi - Unterpräfektur Shiribeshi - Unterpräfektur Sorachi - Unterpräfektur Sōya - Unterpräfektur Tokachi - Präfektur Kagoshima: - Unterpräfektur Kumage - Unterpräfektur Ōshima | - Präfektur Miyazaki: - Unterpräfektur Nishiusuki - Präfektur Okinawa: - Unterpräfektur Miyako - Unterpräfektur Yaeyama - Präfektur Shimane: - Unterpräfektur Okinoshima - Präfektur Tokio: - Unterpräfektur Ōshima - Unterpräfektur Miyake - Unterpräfektur Hachijō - Unterpräfektur Ogasawara - Präfektur Yamagata: - Unterpräfektur Murayama - Unterpräfektur Mogami - Unterpräfektur Okitama - Unterpräfektur Shōnai |